# Kuningasidea
Kuningasidea è un gruppo musicale finlandese formatosi nel 2010. È attualmente costituito dai musicisti Väinö Wallenius, Pole, Akipekka Alanko, Jalo Nousiainen, Arttu Nousiainen, Jami Hellman, Samuli Luoma, Veikko Niemi, Paavo Rantanen, Kalle-Pekka Kuoksa e Johannes Kuoksa.

## Storia del gruppo
Originatosi nella capitale finlandese, il gruppo ha goduto di successo commerciale sin dalla pubblicazione del primo album in studio On uusi aika, messo in commercio dal ramo finlandese della Warner, che ha esordito al 14º posto della Suomen virallinen lista e che è stato candidato per un premio agli Emma gaala, il principale riconoscimento musicale della Finlandia. L'estratto e singolo di debutto Enemmän duoo ku sooloo si è fermato in 2ª posizione nella hit parade nazionale, totalizzando oltre tre mesi all'interno della top 20.
Nel 2012 hanno partecipato al festival Ruisrock, per poi mettere in commercio due anni dopo il secondo disco Nimi on enne, che ha conferito alla formazione la loro miglior entrata nella classifica dischi finlandese con il proprio esordio in 11ª posizione.
Il brano Sä saat mut, reso disponibile nel 2016 e incluso nel terzo album eponimo, si è classificato 5º.

## Formazione
Attuale
- Väinö Wallenius – voce, chitarra
- Pole – voce, batteria
- Akipekka Alanko – voce, basso
- Jalo Nousiainen – chitarra
- Arttu Nousiainen – batteria
- Jami Hellman – percussioni
- Samuli Luoma – bouzouki, mandolino
- Veikko Niemi – voce, tastiera
- Paavo Rantanen – voce, sassofono, flauto traverso
- Kalle-Pekka Kuoksa – voce, trombone
- Johannes Kuoksa – voce, tromba

Ex componenti
- Olli Köhnke – strumento a tastiera (2010-2015)
- Elias Klementtinen – voce, tromba (2010-2015)
- Toni Kimpimäki – voce, percussioni (2012-2015)

## Discografia

### Album in studio
- 2011 – On uusi aika
- 2014 – Nimi on enne
- 2018 – Kuningasidea
- 2023 – Sinä, minä ja aika

### Singoli
- 2012 – Enemmän duoo ku sooloo
- 2012 – Prinsessa
- 2013 – Oma pää
- 2014 – Pohjolan tuulet
- 2016 – Sä saat mut
- 2016 – Balanssis
- 2017 – Tule ja sytytä
- 2018 – Ootsä olemassa
- 2018 – Tuntee tunteet tunteel
- 2022 – Sisäänkirjoitettu
- 2022 – Turku - Tampere
- 2022 – Sinä, minä ja aika
- 2023 – Taskut täynnä toivoo